# گائتانو دونیزتی

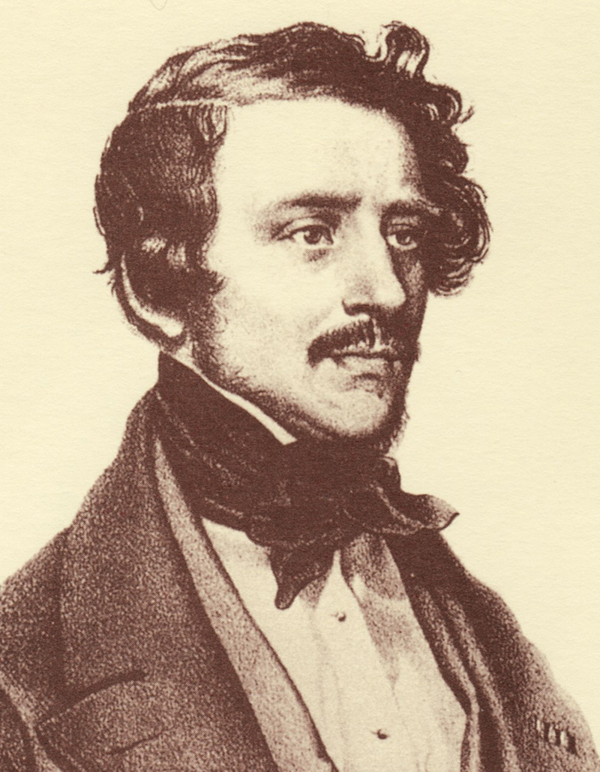
گائتانو دونیزتی

گائتانو دونیزتی یا گائتانو دونیتستی (به ایتالیایی: Gaetano Donizetti) (زادهٔ ۲۹ نوامبر ۱۷۹۷ در برگامو - درگذشتهٔ ۸ آوریل ۱۸۴۸ در برگامو) آهنگساز ایتالیایی بود. مشهورترین اثر او اپرای لوچیا دی لامرمور است.

## برخی از اپراها
- یک دیوانگی
- عروسی در شهر
- دون گرگوریو
- دختر هنگ
- دون پاسکوآل
- لوچیا دی لامرمور
- اکسیر عشق

## شنیدن آثار
- youtube
- deezer